# McVeytown
McVeytown (también, Mcveytown) es un borough situado en el condado de Mifflin, Pensilvania, Estados Unidos. Tiene una población estimada, a mediados de 2022, de 339 habitantes.

## Geografía
La localidad está ubicada en las coordenadas 40°29′55″N 77°44′28″O / 40.49861, -77.74111 (40.498615, -77.741124).

## Demografía
Según el censo de 2000, en ese momento los ingresos medios de los hogares de la localidad eran de $32,500 y los ingresos medios de las familias eran de $41,250. Los hombres tenían ingresos medios por $28,571 frente a los $19,286 que percibían las mujeres. Los ingresos per cápita para la localidad eran de $16,116. Alrededor del 6.5% de la población estaba por debajo de la línea de pobreza.
De acuerdo con la estimación 2017-2021 de la Oficina del Censo, los ingresos medios de los hogares de la localidad son de $62,000 y los ingresos medios de las familias son de $78,542. Alrededor del 2.1% de la población está por debajo de la línea de pobreza.